# Ringier Axel Springer Media
Ringier Axel Springer Media AG – spółka mediowa z siedzibą w Zurychu, która działa w Polsce, na Słowacji, Węgrzech, w Serbii, na Litwie, Łotwie, w Estonii i zatrudnia około 3100 osób. Jej właścicielami są szwajcarski Ringier Holding AG i niemiecko-amerykańsko-kanadyjska spółka Axel Springer SE. Firma została założona 1 lipca 2010 roku w celu połączenia działalności obu poprzednich spółek w państwach Europy Środkowo-Wschodniej. Działa na rynku mediów oraz ogłoszeń.
Ringier Axel Springer Media AG jest właścicielem: na rynku polskim Ringier Axel Springer Polska i Gratka.pl, udziałowcem większościowym MZN Property i Stepstone Polska oraz współwłaścicielem No Fluff Jobs. Ponadto w Europie Środkowej Ringier Axel Springer Media AG jest właścicielem: Ringier Axel Springer Serbia, Ringier Axel Springer Slovakia, Ringier Axel Springer Hungary, Profession.hu, CV Keskus i Blikk.

## Działalność medialna
W Polsce Ringier Axel Springer jest wydawcą prasowym: Fakt, Newsweek Polska (oraz magazynów Newsweek Historia, Slow, Living, Psychologia, Zdrowie, Smart Travelling), Forbes Polska, Forbes Women, Przegląd Sportowy, Auto Świat, Komputer Świat. Jest właścicielem serwisów: Onet.pl, NOIZZ.pl, Ofeminin.pl, Business Insider Polska, Plejada, Medonet, Game Planet, komputerswiat.pl, autoswiat.pl, newsweek.pl, forbes.pl, fakt.pl. Ponadto zarządza serwisami transakcyjnymi VOD.pl, Jakdojade.pl, Skąpiec, MonetEasy, nk.pl, Sympatia.pl, Opineo, Zapytaj, Literia, Zumi, lendi.pl, finpack.pl. Poza produktami mediowymi spółka oferuje też innym wydawcom kompleksową platformę wydawniczą Ring Publishing w modelu SaaS. Składają się na nią: narzędzia do tworzenia treści (CMS), zautomatyzowane wsparcie procesu publikacji, inteligentne algorytmy pomagające budować zaangażowania użytkowników, a także narzędzia do analityki i monetyzacji.
W Serbii Ringier Axel Springer jest wydawcą prasowym: Blic, Blic Žena, NIN oraz magazynów Elevate i Original oraz właścicielem serwisów blic.rs, zena.rs, nin.rs, noizz.rs, ana.rs, pulsonline.rs., clip.rs
Na Słowacji – wydawcą serwisów: Aktuality.sk, Živé.sk, šport.sk oraz dobruchut.sk, NOIZZ.sk, recepty.sk, najmama.sk, diva.sk.
Na Węgrzech wydawcą prasowym: Blikk Kiskegyed, Kiskegyed Recepttár, NOIZZ.hu, Blikk Nők, Auto Bild, Glamour, GEO, wydawcą serwisów: Blikk.hu,
Ringier Axel Springer jest jednym z największym wydawców magazynów w Europie Środkowo-Wschodniej.
Polski Onet, słowacki aktuality.sk, serbski Blic oraz węgierski Blikk są liderami w swoich kategoriach w tych krajach.
Ringier Axel Springer Media AG jest organizatorem konkursu dziennikarskiego im. Jána Kuciaka #AllForJan Award. Jest ona przyznawana dziennikarzom z Europy Środkowo-Wschodniej, którzy w swojej pracy zawodowej dochowują wierności wartościom takim jak otwartość, odwaga i bezkompromisowość w relacjonowaniu tematów istotnych społecznie.

## Działalność na rynku ogłoszeń
W Polsce firma jest właścicielem Gratka.pl, morizon.pl i współudziałowcem: No Fluff Jobs, StepStone Polska.
W Serbii: nekretnine.rs, MojAuto.rs.
Na Słowacji firma jest właścicielem: bazar.sk, ViaReal, Real Soft, chaty.sk, byty.sk, novostavby.sk, reality.sk, Top Reality, nehnutelnosti.sk, Autobazar.sk, Autobazar.eu, noveauta.sk, noveauto.sk, autovia.sk, Autozor, ABmanager.sk. Do Ringier Axel Springer Slovakia należą również: Pokec, azet.sk, Bistro.sk.
Na Litwie, Łotwie i w Estonii do firmy należy portal z ogłoszeniami o pracę CVmarket.